# Джини, Коррадо
Коррадо Джини (итал. Corrado Gini; 23 мая 1884, Мотта-ди-Ливенца — 13 марта 1965, Рим) — итальянский статистик, социолог, демограф и экономист, один из ведущих теоретиков и идеологов фашизмa. Автор книги «Научные основы фашизма» (1927). Сторонник концепции органицизма и её применения по отношению к нациям.
Разработал знаменитый «коэффициент Джини» — алгебраическую интерпретацию кривой Лоренца.

## Научная биография
Коррадо Джини родился 23 мая 1884 года в Мотта-ди-Ливенца (неподалёку от города Тревизо) в семье богатых землевладельцев.
Обучался в Болонском университете на юридическом факультете, изучая одновременно математику, экономию и биологию. Закончив Болонский университет в 1905 году, он преподавал в университетах Кальяри (с 1910 года), Падуи (с 1913 года) и Рима (с 1925 года), занимая должности профессора биометрии, демографии, конституционного права, политической экономии, социологии и статистики. Его интересы значительно выходили за формальные границы статистики и юриспруденции. В Римском университете он основал кафедру социологии, которую возглавил.
К. Джини основал в 1920 году статистический журнал Metron, которым руководил до своей кончины. Этот журнал принимал к публикации только статьи, имеющие практическое применение.

## Джини и фашизм
В 1920-х годах К. Джини тесно общался с Б. Муссолини. Джини был сторонником фашистской идеи и написал статью «Научные основы фашизма», в которой обосновывал идеи фашистов с точки зрения сходства между социальными и биологическими процессами (органицизма) и социального дарвинизма. Будучи также сторонником евгеники и её связи с демографией, Джини организовал антропологическую экспедицию в Польшу для исследования населения этой страны, в частности, караимов. Выражал надежду на то, что победа нацистской Германии и фашистской Италии во Второй мировой войне изменит к лучшему структуру человеческого общества. Однако Коррадо Джини ни в коей мере не поддерживал расовых законов и ограничения прав евреев, происходивших на их основе в Германии и в Италии.

## Карьера
В 1926 году К. Джини организовал Центральный институт статистики в Риме, единый центр всех итальянских статистических служб и стал его президентом. Уволился с этой должности в 1932 году.
1933 год — вице-президент Международного социологического института.
1934 год — президент итальянского общества генетики и евгеники.
1935 год — президент Международной федерации обществ евгеников в странах Латинской Америки.
1937 год — президент Итальянского социологического общества.
1941 год — президент Итальянского статистического общества.
1957 год — награждён Золотой медалью за заслуги перед итальянским образованием.
1962 год — член Академии деи Линчеи.
С 1962 года — президент итальянских Социологического и Статистического обществ.

## Почётные звания
Коррадо Джини были присвоены следующие почётные степени:
- Доктор экономики Католического университета Святого Сердца в Милане (1932),
- Доктор социологии у Университете Женевы (1934),
- Доктор наук Гарвардского университета (1936),
- Доктор социальных наук в Университете Кордовы, Аргентина (1963).

## Краткая библиография
- Il sesso dal punto di vista statistica: le leggi della produzione dei sessi (1908)
- Sulla misura della concentrazione e della variabilità dei caratteri (1914)
- Quelques considérations au sujet de la construction des nombres indices des prix et des questions analogues (1924)
- Lezioni di Politica Economica (1926).
- The Scientific Basis of Fascism (1927).
- The Scientific Basis of Fascism, Political Science Quarterly, Vol. 42, No. 1 (Mar., 1927), pp. 99–115 (17 pages) at JSTOR
- Memorie di metodologia statistica. Vol.1: Variabilità e Concentrazione (1955)
- Memorie di metodologia statistica. Vol.2: Transvariazione (1960)

### Переводы на русский язык
- Средние величины. / Науч. ред. и вступ. статья Г. Г. Пирогова и С. Д. Горшенина. — М.: Статистика, 1970. — 447 с.
- Логика в статистике. — М.: Статистика, 1973. — 125 с.